# Lundo kyrka
Lundo kyrka är en medeltida gråstenskyrka som ligger i Lundo, Finland. Den helgades åt St Petrus. Kyrkan byggdes förmodligen mellan 1470 och 1480.
Kyrkan fick ett nytt kor 1902 i nygotisk stil. Koret är byggt i rött tegel. Altartavlan föreställer Jesus och synderskan och är målad av Eero Järnefelt 1908.
Lundo kyrka genomgick en grundlig resturering 2021 och fick 2022 en tillbyggnad i östra gaveln norr om det äldre koret.